# Alègre (Gard)
|  | Per a altres significats, vegeu «Alègre (Alvèrnia)». |

Alègre (en francès, Allègre-les-Fumades és un municipi francès, situat al departament del Gard i a la regió d'Occitània. En aquest municipi s'hi troba l'estació termal de Fumades-les-Bains.